# José Fortes Rodriguez
José Fortes Rodriguez (Beariz (Spanje), 13 mei 1972) is een Spaans-Nederlands voormalig voetballer die doorgaans als centrale verdediger speelde. Hij is nu zaakwaarnemer van professionele voetballers onder Team Raiola.

## Loopbaan
Via Alcmaria Victrix en Hoofdklasser AFC '34 kwam hij in 1993 bij AZ waar hij veel ervaring opdeed, maar na een meningsverschil met de toenmalige coach Co Adriaanse in 2004 richting Roosendaal vertrok.
Fortes Rodriguez stond in november 2005 een tijdje op non-actief vanwege kwetsende uitlatingen aan het adres van scheidsrechter René Temmink. Na openlijke excuses, onder andere in het televisieprogramma Barend & Van Dorp, werd hij weer in genade aangenomen. Na zijn profloopbaan speelde hij voor SC Voorland.
In 2006 werd hij scout voor AZ. Vanaf 2015 was Fortes Rodriguez als zaakwaarnemer verbonden aan het bureau van Mino Raiola waar hij zich voornamelijk richtte op Nederlandse spelers. Na het overlijden van Raiola in april 2022, begon Fortes Rodriguez samen met een neef van Raiola een eigen bureau.

## Clubstatistieken
| seizoen | club           | land      | competitie           | duels | goals |
| ------- | -------------- | --------- | -------------------- | ----- | ----- |
| 1992/93 | AFC '34        | Nederland | Zondag Hoofdklasse A |       |       |
| 1993/94 | AZ             | Nederland | Eerste divisie       | 0     | 0     |
| 1994/95 | AZ             | Nederland | Eerste divisie       | 9     | 1     |
| 1995/96 | AZ             | Nederland | Eerste divisie       | 30    | 1     |
| 1996/97 | AZ             | Nederland | Eredivisie           | 26    | 1     |
| 1997/98 | AZ             | Nederland | Eerste divisie       | 27    | 1     |
| 1998/99 | AZ             | Nederland | Eredivisie           | 18    | 0     |
| 1999/00 | AZ             | Nederland | Eredivisie           | 0     | 0     |
| 2000/01 | AZ             | Nederland | Eredivisie           | 11    | 0     |
| 2001/02 | AZ             | Nederland | Eredivisie           | 8     | 0     |
| 2002/03 | AZ             | Nederland | Eredivisie           | 16    | 0     |
| 2003/04 | AZ             | Nederland | Eredivisie           | 19    | 1     |
| 2004/05 | RBC Roosendaal | Nederland | Eredivisie           | 14    | 0     |
| 2005/06 | RBC Roosendaal | Nederland | Eredivisie           | 20    | 0     |